# Khadr El-Touni
Khadr El-Sayed El-Touni (arabiska: خضر السيد التوني), född 15 december 1916 i Kairo, död 25 september 1956 i Heluan i Egypten, var en egyptisk tyngdlyftare som tog OS-guld i mellanvikt (75 kg) vid olympiska sommarspelen 1936 i Berlin. Han tog också tre VM-guld och satte elva världsrekord mellan 1934 och 1938.
El-Tounis insats i den olympiska mellanviktsklassen 1936 var en av de mest överlägsna tyngdlyftningsprestationerna genom tiderna. Han slog sina närmsta konkurrenter med 35 kg och han slog också vinnaren i klassen lätt tungvikt med 15 kg.
El-Touni tävlade också vid olympiska sommarspelen 1948 men sjukdom hindrade honom från att försvara sin titel och han slutade på en fjärdeplats. Han dödades vid ett försök att reparera elledningar i sitt hem.